# Het wegwerk
Tom Poes en het wegwerk of kortweg Het wegwerk is het 41ste verhaal uit de Bommelsaga, geschreven en getekend door Marten Toonder. Het verhaal verscheen voor het eerst op 25 september 1950 en liep tot 28 december van dat jaar. Thema: Waar een wil is komt een weg.

## Samenvatting
Heer Bommel en Tom Poes ontmoeten grootvos Nicolaus, een alter ego van Joris Goedbloed in een taverne. Deze wil een weg laten aanleggen door De zwarte Bergen. Heer Bommel is bereid om als wegenbouwer aan de slag te gaan en tekent zonder het te lezen een contract. Hierin staat dat als de weg niet af geraakt heer Bommel zijn gehele kapitaal zal verliezen.
Dan komt hij erachter dat er geen werknemers meer zijn om de weg te bouwen. Gelukkig ontmoeten heer Bommel en Tom Poes de diepdelvers, zwarte mannetjes die graag alles doen wat anderen echt willen doen. Tom Poes weet na een paar dagen ze de weg te laten aanleggen, hij is bijna af wanneer Nicolaus de volgende ochtend komt kijken. De diepdelvers moeten door een ijzeren muur breken maar terwijl ze daarmee bezig zijn duiken er kopkleppers op. Deze luisteren enkel naar hun leider Enooch.
Nadat Tom Poes erin slaagt de kopkleppers hun hoofddeksels af te doen, worden ze opeens willoze wezens. Hun leider blijkt een platenspeler te zijn; wanneer Tom Poes Nicolaus confronteert met zijn bedrog ziet deze het anders en blijft achter om de kopkleppers te besturen met de platenspeler. Heer Bommel en Tom Poes vertrekken dan maar terug naar huis.

## Voetnoot
1. ↑  Het verhaal situeert een muur in het Oosten en een weg in aanleg erheen, vlak na de vestiging van het IJzeren Gordijn maar nog vóór de bouw van de Berlijnse Muur.
2. ↑  Een verwijzing naar Eenoog, die volgens het spreekwoord koning is in het land der blinden, maar ook naar de Bijbelse oudvader Henoch.